# Gerard Marsman
Gerard Marsman (Raalte, 8 januari 1952) is een Nederlands voetbaltrainer en voetbalbestuurder. Hij is technisch directeur van de belangenvereniging Coaches Betaald Voetbal.

## Carrière als voetballer
Marsman werd geboren in Raalte. In de jeugd speelde hij voor SV Broekland, waarna hij overstapte naar Rohda, waar hij tien jaar speelde. Tussen 1970 en 1976 studeerde hij aan de Pedagogische Academie in Deventer. Bij Rohda groeide hij uit tot international van het Nederlands amateurvoetbalelftal. In 1980 tekende hij op 28-jarige leeftijd zijn eerste profcontract bij SC Heerenveen. Hij tekende er voor één jaar. Hierna verlengde hij zijn contact met een jaar, maar werd vervolgens, in het kader van een samenwerkingsovereenkomst, uitgeleend aan Go Ahead Eagles. In de zomer van 1982 verkaste hij vervolgens naar SBV Vitesse. Het jaar erop keerde hij terug naar de amateurs van Rohda Raalte.

## Carrière als trainer en bestuurder
Marsman begon zijn trainerscarrière wederom bij SV Broekland, waar hij de jeugd trainde. In 1984 begon hij als seniorentrainer in het amateurvoetbal, waar hij achtereenvolgens Enter Vooruit, WVF Westenholte, Rohda Raalte  en SC Genemuiden onder zijn hoede had. In 1996 stapte hij over naar Heracles Almelo dat uitkwam in de eerste divisie. Hier was hij twee jaar trainer en vervolgens een jaar technisch directeur.
In december 1999 stapte hij over naar De Graafschap, dat uitkwam in de eredivisie en waar hij wederom technisch directeur werd. In november 2000 ontsloeg de club trainer Rob McDonald, waarna Marsman het seizoen als hoofdtrainer afmaakte met Jurrie Koolhof als assistent. In maart 2001 kwam hij in het nieuws toen hij de complete selectie van de training stuurde. Het seizoen erop nam Koolhof de functie van hoofdcoach op zich en richtte Marsman zich weer volledig op het technisch directeurschap. In april 2003 werd Marsman de wacht aangezegd bij de Doetinchemmers en aan het einde van het seizoen 2002-2003 vertrok hij bij gebrek aan resultaten.
In december 2003 tekende Marsman een contract voor een half jaar bij het Chinese Nanjing Yoyo F.C., waar hij technisch beleidsmaker werd. Bij terugkomst in Nederland lukte het hem niet een nieuwe profclub te vinden. Hierop tekende hij in oktober 2004 een contract bij Be Quick '28 uit Zwolle. In april 2005 zegde hij zijn contract op, om technisch manager te kunnen worden bij Go Ahead Eagles. Bij Go Ahead Eagles werkte Marsman nauw samen met hoofdtrainer Mike Snoei. In februari 2007 werd hij zelfs toegevoegd aan de technische staf van het eerste elftal.
In juli 2007 werd Marsman aangesteld als directeur van de belangenvereniging Coaches Betaald Voetbal. Hij volgde hiermee Jan Reker op, die directeur werd van PSV. Marsman fungeert meestal als woordvoerder van de stichting, die opkomt voor de belangen van Nederlandse voetbaltrainers in het betaald voetbal.

## Persoonlijk
Marsmans zoon Nick Marsman debuteerde in 2011 ook in het betaald voetbal, als doelman.